# デルタ郡 (ミシガン州)
デルタ郡（英: Delta County）は、アメリカ合衆国ミシガン州アッパー半島の中央部に位置する郡である。2010年国勢調査での人口は37,069人であり、2000年の38,520人から3.8%減少した。郡庁所在地はエスカナーバ市（英: Escanaba、[ˌɛskəˈnɑːbə] ESS-kə-NAH-bə、人口12,616人）であり、同郡で人口最大の都市でもある。エスカナーバ市の南西にデルタ郡空港がある。
デルタ郡は1843年に設立され、1861年に組織化された。郡名は当初の郡域の形が三角形をしていたため、ギリシャ文字の「デルタ」から採られた。当初の郡域には現在のメノミニー郡、ディキンソン郡、アイアン郡、マーケット郡の一部が含まれていた。

## 地理
アメリカ合衆国国勢調査局に拠れば、郡域全面積は1,991.58平方マイル (5,158.2 km2)であり、このうち陸地1,170.03平方マイル (3,030.4 km2)、水域は821.56平方マイル (2,127.8 km2)で水域率は41.25%である。

### 主要高規格道路
- アメリカ国道2号線
- アメリカ国道41号線
- ミシガン州道35号線
- ミシガン州道69号線
- ミシガン州道183号線
- デルタ郡道13号線/林道13号線

### 隣接する郡
- アルジャー郡 - 北
- スクールクラフト郡 - 東
- リーラノー郡 - 南東
- ドア郡 (ウィスコンシン州) - 南
- メノミニー郡 - 西
- マーケット郡 - 北西

### 国立保護地域

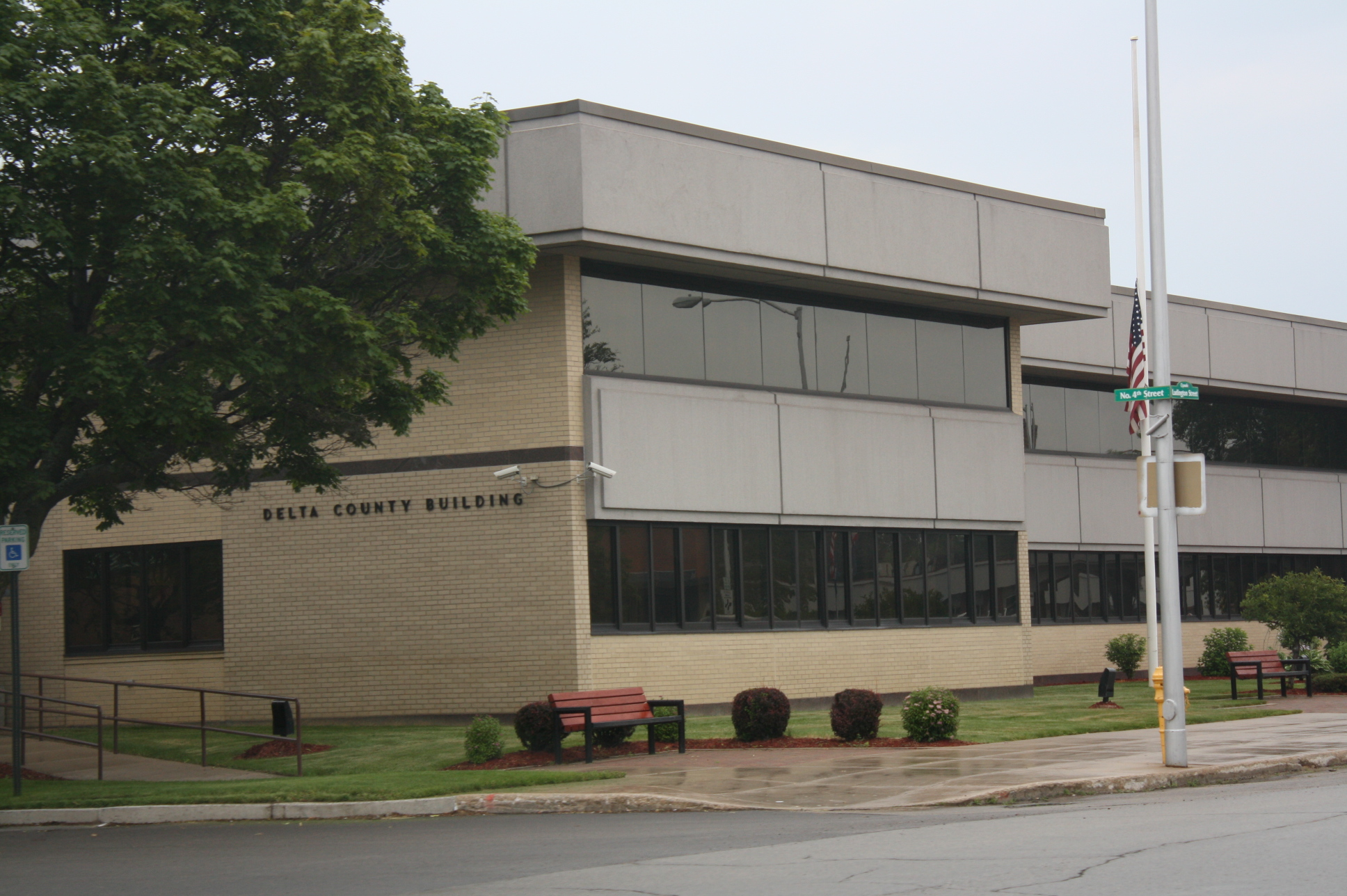
エスカナーバ市にある郡庁舎

- ハイアワサ国立の森（部分）

## 人口動態
以下は2010年の国勢調査による人口統計データである。
| 基礎データ - 人口: 37,069人 - 世帯数: 15,992 世帯 - 家族数: 10,381 家族 - 人口密度: 12人/km2（32人/mi2） - 住居数: 20,214軒 - 住居密度: 7軒/km2（17軒/mi2） 人種別人口構成 - 白人: 94.2% - アフリカン・アメリカン: 0.2% - ネイティブ・アメリカン: 2.3% - アジア人: 0.4% - その他の人種: 0.0% - 混血: 2.% - ヒスパニック・ラテン系: 0.9% | 年齢別人口構成 - 18歳未満: 20.9% - 18-24歳: 7.3% - 25-44歳: 21.1% - 45-64歳: 31.6% - 65歳以上: 19.1% - 年齢の中央値: 46歳 - 性比（女性100人あたり男性の人口） - 総人口: 98.2 - 18歳以上: 96.0 世帯と家族（対世帯数） - 18歳未満の子供がいる: 25.5% - 結婚・同居している夫婦: 51.7% - 未婚・離婚・死別女性が世帯主: 8.8% - 非家族世帯: 35.1% - 単身世帯: 29.8% - 平均構成人数 - 世帯: 2.28人 - 家族: 2.80人 収入と家計 - 収入の中央値 - 世帯: 40,967米ドル - 家族: 49,557米ドル - 性別 - 男性: 28,702米ドル - 女性: 15,093米ドル - 人口1人あたり収入: 21,751米ドル - 貧困線以下 - 対人口: 13.2% - 対家族数: 2.4% - 18歳未満: 17.4% - 65歳以上: 8.5% |

## 郡政府
郡政府は郡監獄の運営、地方道の維持、地方裁判所の運営、権利譲渡と抵当権設定記録など重要記録の維持、公衆衛生規制の管理、福祉など社会サービスの項目で州の施策への参加を行う。郡政委員会は予算を管理するが、法や条例を作るのは限定付き権限である。ミシガン州では、警察と消防、建設と区画割、税評価、街路維持など地方政府の大半機能は個々の都市と郡区の責任である。

## 郡区
デルタ郡は下記14の郡区に分割されている。
| - ボールドウィン - バークリバー - ベイドノック - ブランプトン - コーネル | - エンサイン - エスカナーバ - フェアバンクス - フォードリバー - ガーデン | - メイプルリッジ - メイソンビル - ナーマ - ウェルズ |

## 都市と町
- エスカナーバ - 郡庁所在地
- グラッドストーン

### 村
- ガーデン

### 未編入の町
| - バークリバー - ファイエット | - ガーデンコーナーズ - イサベラ | - シャファー - ラピッドリバー |